# 아흐마드 알진디
아흐마드 우사마 알진디(아랍어: أحمد أسامة الجندي,‎ 2000년 3월 1일~)는 이집트의 근대5종 선수로 2020년 하계 올림픽 남자 개인전 은메달을 획득했으며 2024년 하계 올림픽에서 남자 개인전 금메달을 획득했다. 그는 아프리카 선수로는 최초로 올림픽 근대5종 메달을 획득한 선수이다.